# メーデバッハ
メーデバッハ (ドイツ語: Medebach, ドイツ語発音: [ˈmeːdəbax])はドイツ連邦共和国ノルトライン＝ヴェストファーレン州アルンスベルク行政管区のホーホザウアーラント郡に属す市である。この街は中世には交易を営み、ハンザ同盟の会員都市であった。このため2012年7月24日、公式に「ハンゼシュタット」（ハンザ都市）を称した 。近世には重要性を失い、都市農民の街に衰退した。現在の街の構成は、1969年の市町村再編に基づくものである。この市町村再編は、当時のメーデバッハ市とアムト・メーデバッハに属していた町村とが合併し、新たにアムトに属さないメーデバッハ市を形成した。現在は、観光業が大きな経済的役割を担っている。市域の大部分は、欧州連合の生息地指令に指定された自然保護地区となっている。

## 地理

### 位置
メーデバッハは、ロタール山地北東突出部に面したメーデバッハ盆地に位置している。この盆地周辺、西のヴィンターベルク、北東のヴァルデッカー・ウプラント、南のハレンベルクの間の広い範囲に集落が点在している。中核市区はヘッセン州との州境の西約 3 km に位置している。
この広い盆地は、西は森に覆われた山や丘陵を境界としている。ボラーベルク (757.7 m)、ヴィンターカステン (662.6 m)、アルテ・グリメ (754.9 m)、ユンゲ・グリメ (782.1 m)、レーツベルク (792.2 m)、シュロスベルク (791.3 m)、ホーエ・ペン (792.7 m)、エメット (742.5 m) などである。最低地点は、オルケ川が市域から離れるベルゲ地区近郊の約 329 m の地点である。
市域の南部を、エーダー川西岸の支流であるオルケ川が流れている。北東部は、さらに東でオルケ川に合流するヴィルデ・アー川（オッゲ川とも呼ばれる）が流れている。中核市区をオルケ川支流のメーデバッハ川が、そのすぐ北東をビューネが鷲流のハルベッケ川が、やや南西をオルケ川支流のゲレンゲバッハ川が流れている。

### 地質学
メーデバッハ市域内の海洋性堆積物は、早くも古生代に形成された。自然地域上一体となっているメーデバッハ盆地の層は、粘板岩と硬砂岩で形成されており、おもに石炭紀前期に堆積したものである。西側と北西側は、3つの互いに独立したデボン紀後期の層につながっており、東ザウアーラントの主要鞍部との境界に近づくとデボン紀中期の層となる。北部にある第一の層は東に向かってデューディングハウゼンの手前に接するあたりまで広がっている。ボルクハーゲンにはラジオラライト、礫を含む粘土岩、石灰岩を産出する採石場がある。これは約3億2千万年前の海底で形成されたものである。第2の層はグリントフェルトの西側から始まり、北西に向かってキュステルベルクのすぐ手前にまで伸びている。幅は 2 - 3 km で、ヘムベルクシーファーや砂岩で形成されている。メーデロンの西には、もう1つのデボン紀後期の礫を含んだ石灰岩の層がある。キュステルベルクでは、4億8千万年前のデボン紀前期に形成された最も古い地層がオルケタールに伸びている。ドライスラー近郊で石炭紀前期の硬砂岩と粘板岩に苦灰統の岩石の小さな粒子が見られる。ここには亀裂がある。そこにある、それぞれ 2 m 幅の通路が2本ある重晶石の洞窟からは、ラジオラライトや石英も産出された。

### 市域の広がり
市域の東西は、西のヒレの谷から東のヘッセン州との州境にあたるヴィルデ・アー川の谷まで 12.8 kmである。南北は、北のヒュルゼンベルク近郊の郡境から南のヘルツグラーベン川まで 16.1 km である。
市の総面積 126 km2 のうち、森林が 62.7 km2 (49.7 %) 、農業用地が 50.8 km2 (40.3 %) を占める。住宅用地・空き地が 4.5 km2 (3.6 %)、交通用地は 6.6 km2 (5.2 %) である。

### 隣接する市町村
メーデバッハには、ノルトライン＝ヴェストファーレン州のヴィンターベルクとハレンベルクがそれぞれ西と南に接している。東と北東はヘッセン州のリヒテンフェルスとコルバッハ、北はヴィリンゲンである。

### 市の構成
本市の市域は、中核市区メーデバッハの他に以下の集落を含む。
| - ベルゲ - ダイフェルト - ドライスラー | - デューディングハウゼン - キュステルベルク - メーデロン | - オーバーシュレドルン - レフェリングハウゼン - ティトマーリングハウゼン |

### 気候
メーデバッハは典型的な中低山地気候である。メーデバッハ盆地は主に亜大西洋気候から亜大陸気候への移行地域にあたる。ここでは湿潤で涼しい夏と、穏やかな冬が特徴である。最高気温の年間平均値は 13.8 ℃、最低気温の年間平均値は 5.4 ℃である。1989年の年間平均気温は 7.5 ℃であった。同じ年の7月と8月の平均気温は 15 ℃および 16 ℃であった。1961年から1990年の年間降水量の平均値は 789.8 mm であった。
| ヴィンターベルクの気候 | ヴィンターベルクの気候 | ヴィンターベルクの気候 | ヴィンターベルクの気候 | ヴィンターベルクの気候 | ヴィンターベルクの気候 | ヴィンターベルクの気候 | ヴィンターベルクの気候 | ヴィンターベルクの気候 | ヴィンターベルクの気候 | ヴィンターベルクの気候 | ヴィンターベルクの気候 | ヴィンターベルクの気候 | ヴィンターベルクの気候 |
| 月                     | 1月                    | 2月                    | 3月                    | 4月                    | 5月                    | 6月                    | 7月                    | 8月                    | 9月                    | 10月                   | 11月                   | 12月                   | 年                     |
| ---------------------- | ---------------------- | ---------------------- | ---------------------- | ---------------------- | ---------------------- | ---------------------- | ---------------------- | ---------------------- | ---------------------- | ---------------------- | ---------------------- | ---------------------- | ---------------------- |
| 平均最高気温 °C （°F） | 1.2 (34.2)             | 2.6 (36.7)             | 6.6 (43.9)             | 11.6 (52.9)            | 15.8 (60.4)            | 19.2 (66.6)            | 20.6 (69.1)            | 20.1 (68.2)            | 17.2 (63)              | 12.8 (55)              | 5.8 (42.4)             | 2.6 (36.7)             | 11.34 (52.43)          |
| 日平均気温 °C （°F）   | −1.0 (30.2)            | 0.4 (32.7)             | 3.1 (37.6)             | 7.2 (45)               | 11.1 (52)              | 14.4 (57.9)            | 15.8 (60.4)            | 15.6 (60.1)            | 12.9 (55.2)            | 8.5 (47.3)             | 3.5 (38.3)             | 0.5 (32.9)             | 7.67 (45.8)            |
| 平均最低気温 °C （°F） | −3.1 (26.4)            | −1.8 (28.8)            | −0.4 (31.3)            | 2.9 (37.2)             | 6.5 (43.7)             | 9.7 (49.5)             | 11.0 (51.8)            | 11.1 (52)              | 8.6 (47.5)             | 5.2 (41.4)             | 1.2 (34.2)             | −1.5 (29.3)            | 4.12 (39.42)           |
| 降水量 mm （inch）     | 92 (3.62)              | 65 (2.56)              | 79 (3.11)              | 62 (2.44)              | 79 (3.11)              | 88 (3.46)              | 74 (2.91)              | 78 (3.07)              | 77 (3.03)              | 77 (3.03)              | 78 (3.07)              | 96 (3.78)              | 945 (37.19)            |
| 出典：Clima-Data.org   |                        |                        |                        |                        |                        |                        |                        |                        |                        |                        |                        |                        |                        |

## 歴史

### 先史時代、古代
この集落が最初に文献に記録される以前の時代についてはほとんど分かっていない。ヴィルヘルム・ハルバーシュミットの発掘調査による先史時代の出土品は、メーデバッハ地域に定住がなされたのは、新鉄器時代（紀元前430年頃）になってからであることを示唆している。この頃から、メーデバッハ近郊にブルクリングと呼ばれる環状土塁が築かれた。この他の出土品は紀元前後のものである。ローマ時代、ディーメル川の水源付近の地域には、カッティ族が住んでいた。その後オットー朝の時代まで、出土品はごくわずかである。遅くとも8世紀以降には、ザクセン人が現在の市域内で確認されている。総じて中世盛期になるまで集落はまばらであった。

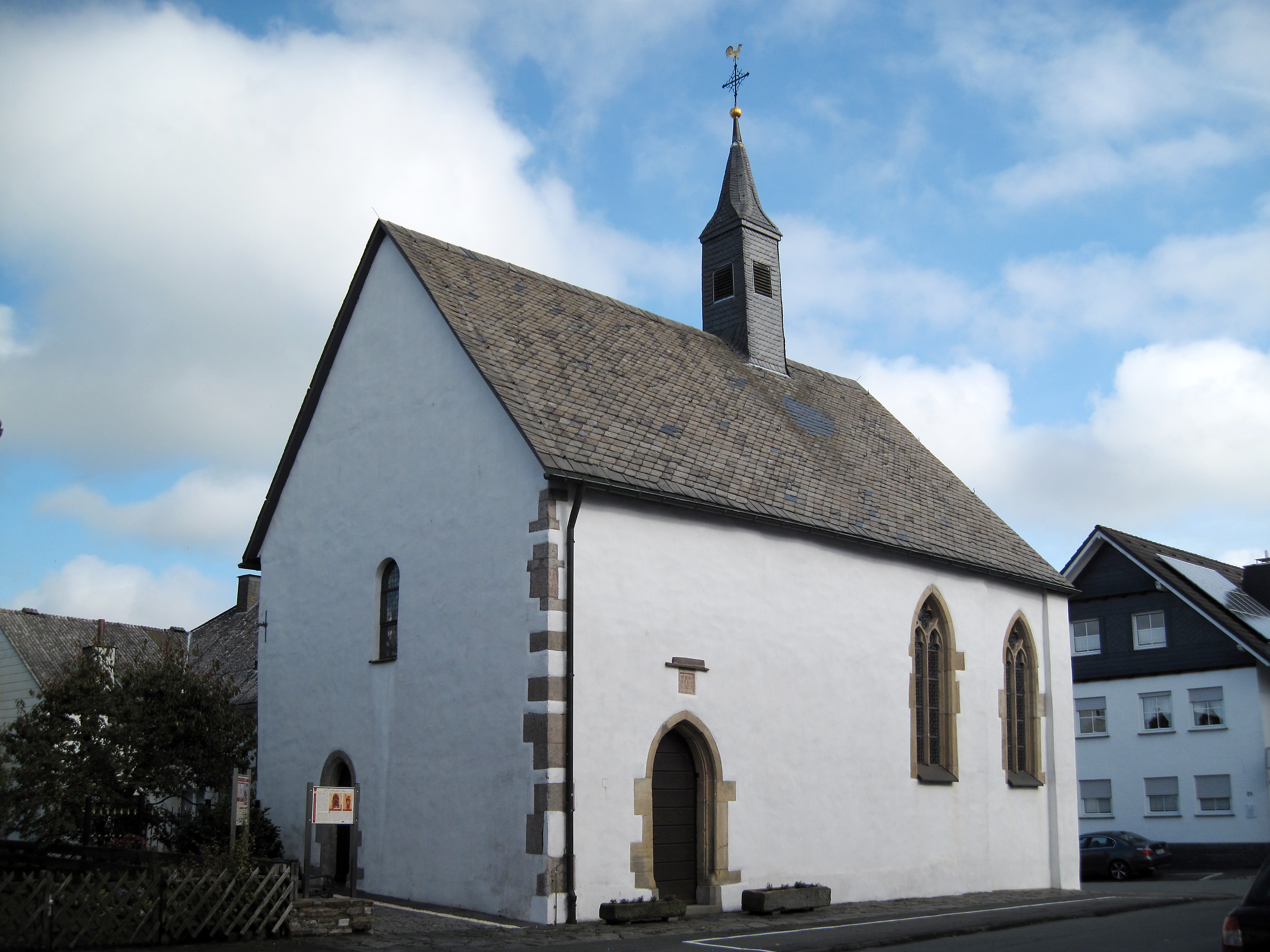
メーデバッハに現存する最も古い建物である聖アンドレアス礼拝堂

### 中世
メーデバッハ周辺地域は、ザクセン人征服後、ケルン大司教の支配下に組み入れられた。ハイデン街道沿いに位置するメーデバッハは原始教会区に発展し、当初はケルン大司教区の最も東の宿駅とされていた。
メーデバッハが初めて文献に記録されたのは、1144年、ケルン大司教アルノルト1世によるものである。彼は、教会を聖別するためにこの集落を訪れたことを報告している。メーデバッハは Villa（または田舎の集落）として知られているが、王の権力の下で公式に市場開催権を認められていたので、本来は立派な都市 (honestum oppidum) と呼ぶべきである、と主張している。彼はさらにメーデバッハ周辺地域が元々（フランク人征服以後のことであるが）ケルン司教のターフェルグートに属していたことをも報告している。その後何人かの騎士がレーエンとして封ぜられたが、それは交易活動の妨げとなった。この文書の目的は古い権利の確認であった。それはゾーストと同様の市場法であったはずだ。大司教ライナルト・フォン・ダッセルは1165年に都市権を確認し、拡大した。この文書には、Datia vel Rucia（デンマークおよびロシア）との交易について記述されている。これら両文書の真正性には議論の余地があるため、当時この集落が都市と呼ばれていたことについては疑いがある。都市となるプロセスは数十年後の1220年頃まで時代が下る。
メーデバッハの発展は1179年に中断した。ヴェストファーレンの覇権を巡る大司教フィリップ1世・フォン・ハインスベルクとハインリヒ獅子公との戦闘に巻き込まれたのである。1179年10月28日に、ハインリヒ獅子公側のベルンハルト・フォン・デア・リッペとヴィドゥキント・フォン・レダがこの街を占領し、完全に破壊した。
交易の存在を示すものとしては、リューベックのゴットフリート・フォン・メーデバッハ（1183年）、タルトゥのヨハン・デ・メーデベーケ（1340年）、タリンのヘンリクス・デ・メーデベーケ（1347年）などの記録がある。ケルン大司教エンゲルベルトは、1220年にキュステルベルク修道院長代理に市の教区教会の守護権を寄贈した。この他に彼は、ブリーロンやリューテンなどで広く流用されていたゾーストの都市権をこの街に授けた。この文書中に通過に関する記述があることから、おそらく1144年にはすでに貨幣鋳造権を有していたと推測される。ヴェストファーレンの将軍ヨハン1世フォン・プレッテンベルクが市に造幣所を売却したことが、1293年に文書に記録されている。
市域は1303年頃に拡大され、より改良された防衛施設が設けられた。1323年に大司教は、non evocando の特権（不移管権）を授けた。これによりメーデバッハ市民は他所の法廷に召集されることはなくなった。その10年後メーデバッハ裁判区から成立したアムト・メーデバッハが初めて文献に記録されている。メーデバッハ、シュマレンベルク、ヴィンターベルク、ハレンベルクは数度にわたって、外敵の脅威からの相互防衛やラント平和令（治安維持）を何度も（最後は1370年）締結した。メーデバッハは、ゾーストのフェーデで被った損害の代償に、荷車や馬車で市内を通過するビールや蒸留酒に対する徴税権を1450年に獲得した。ハンザ時代に取引されていたのは、炭酸カリウム、織布・皮革製品であった。ヒツジの飼育や羊毛加工も大きな重要性を担っていた。
宗教的、経済的、文化的関係において、地殻のグリントフェルト修道院と古くから特に強い関係があった。ブレーデラー修道院は、1373年にはすでに、現在のヒンター通り4番地、いわゆるメンヒスホーフ（直訳: 修道士の農場）に農場を有していた。このブレーデラーの所領は19世紀にこの修道院が廃止されるまで保持されていた。この場所には12世紀にはすでに大司教の代官が代官所を構えていたという推察がなされている。

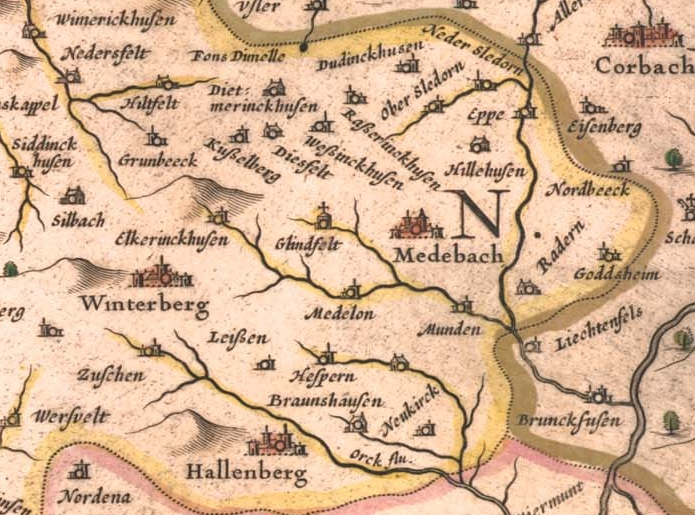
1645年のメーデバッハ周辺地図

### 近世
メーデバッハは、確かにケルン選帝侯領のアムト・メーデバッハに属していたが、都市としては広範な自治権を有していた。アムト・メーデバッハの長官は、その職を引き継いだ後、この街の権利や特権を認め、養護することを書面で確約した。
この街は1583年のアルンスベルクでの領邦会議で、プロテスタントに転向した選帝侯ゲプハルト1世フォン・ヴァルトブルクに同調した。改宗は、1583年2月14日に一気に施行された。1584年の初めに対抗宗教改革のシンパがヴェストファーレン公領を占領した。その結果この街は、1584年4月に新たな選帝侯エルンスト・フォン・バイエルンに忠誠を誓った。字が書けないこの街の代表者に替わって、ヴィンターベルク市長が署名した。再カトリックには数十年を要した。
近世になると、交通路から離れていたことから、この街は次第に重要性を失っていった。三十年戦争の経緯もこれを助長した。本市は、ヘッセン軍のみならず、皇帝軍によっても、何度も略奪された。住民たちは何度も周辺の森に逃げ込まなければならなかった。1636年、1640年、1643年には、兵士が街を無防備に投げ出すまで14週間も街から離れた。森に住む住民の間で、1636年にペストが流行し、322人が犠牲となった。徴税簿によれば、1644年にこの街の完全な市民権を有していたのは 228人であった。
18世紀にはさらなる人口減少が起こった。七年戦争とナポレオンの時代にメーデバッハは、著しい戦争負担を課され、その支払いに多くの債務を引き受けなければならなかった。1779年のこの街の人口は1380人であった。19世紀になってもしばらく都市農民を主体とする構成は維持されていた。

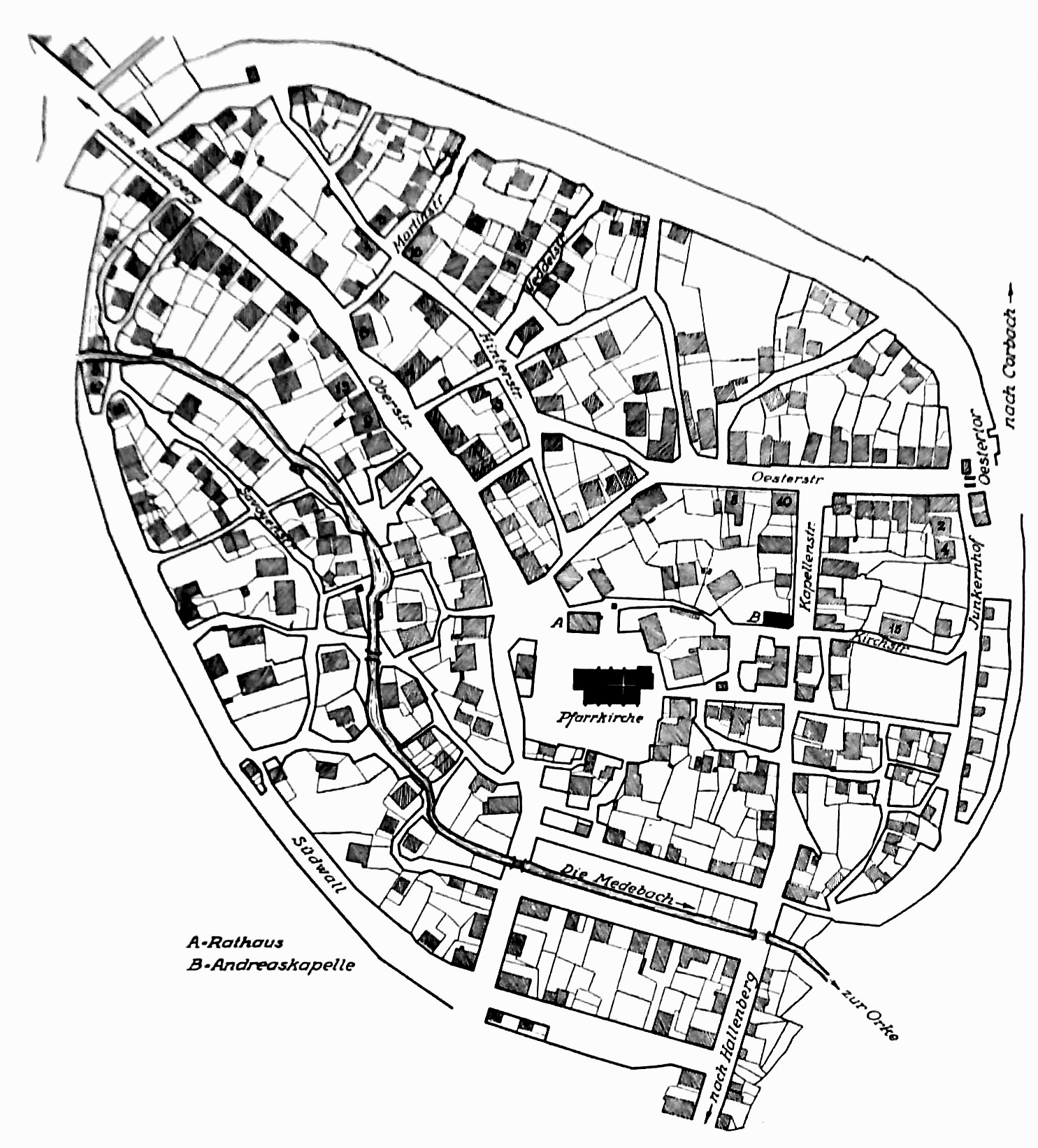
1830年の土地台帳に基づく中心街の地図

### 19世紀から21世紀
1802年9月初め、メーデバッハを含むヴェストファーレン公領はヘッセン＝ダルムシュタット方伯に占領された。その後ルートヴィヒ方伯は10月6日に新たな領主となったことを宣言し、同年10月23日、メーデバッハでアムト・メーデバッハの様々な代表者による歓迎を受けた。一個中隊が半年以上の間この街に駐留し、その後ブリーロンに移動した。ナポレオン戦争後、1816年にこの街を含む旧公領はプロイセン領となった。1817年、プロイセンのヴェストファーレン州内に、アムト・メーデバッハとアムト・フレーデブルクからメーデバッハ郡が形成された。しかし、この郡は1819年1月1日に再び廃止された。1844年に猛烈な火災が、教区教会と市庁舎、さらにほとんどすべての公文書を含め、市の全域を焼き尽くした。アルンスベルク県知事で、当時のプロイセン国務大臣であったエルンスト・フォン・ボーデルシュヴィングは1854年5月11日に、この街に出張中に死亡した。

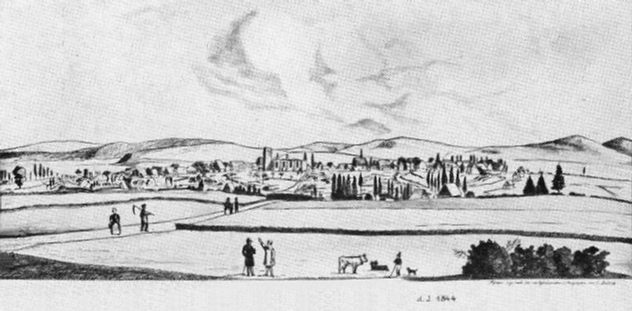
1844年の火災後の街の様子

1880年代に多くの住民がルール地方の都市に移住した。人気の移住先はボーフムであった。
メーデバッハは、政治的には、文化闘争以降ほぼ完全に中央党が支配する自治体であった。1920年の国会議員選挙でも有効票の 92 % 以上がこの党に投じられた。ヴァイマル共和制が進むにつれ、この党は支持票の一部を失った。1928年の国会議員選挙では、メシェデでかつてない得票率 70 % 程度に留まった。ある程度自由が認められた最後の国会選挙となった1933年3月の選挙では約 53 % 強を得たに過ぎなかった。これに対して NSDAP の得票率は 36.33 % と、アルンスベルク郡、メシェデ郡、ブリーロン郡、オルペ郡の他の市町村と比べ高い数値であった。
国家社会主義による統治開始以降、メーデバッハでも政治的、人種的抑圧が起こった。それはユダヤ人商店に対するボイコットの形をとった。街のサークルやクラブの登録者名簿からユダヤ人が削除されたのも反ユダヤ活動の1つであった。1938年10月にはすでにユダヤ人コミュニティは役所の圧力に屈し、シナゴーグを売却した。1938年11月10日から11日の排斥運動（水晶の夜）には、ユダヤ教の礼拝所が破壊され、ユダヤ人市民の家屋が壊され、大量の在庫が失われた。さらにひどいのは、人々の嫌がらせであった。11月28日、ユダヤ人は退去を、あるいはその準備をすることを要求された。こうした圧力によって、1939年までにすべてのユダヤ人が退去し、従わなかった者は殺害された。第二次世界大戦後、ユダヤ人はメーデバッハに戻ってこなかった。2008年に殺害されたユダヤ住民の追悼記念碑が建立された。
この街は、第二次世界大戦をほぼ完全に無傷で乗り越えた。ただし、1945年1月29日の5人の死者が出た爆撃があった。1945年3月29日、戦車を伴ったアメリカ軍が、戦闘することなくこの街を占領した。続いてアムトの長官であったボイレが退任させられ、区裁判所の判事であったヴェシングが新たなアムト長官に就任した。ソ連やフランスの戦争捕虜は解放され、看守が逮捕された。それまで捕虜となっていたソ連人によって略奪が行われたが、アメリカ兵がこれを制止した。3月29日から30日にアメリカ軍の機動部隊が何度もメーデバッハを行き交った。4月1日、グリントフェルト方面からドイツ軍が攻撃を行った。これはグリントフェルトにいた将軍の指令によるものであった。キュステルベルク方面から4輛のドイツ軍戦車がメーデバッハに到着した。この戦いで4輛のアメリカ軍戦車と2輛のドイツ軍戦車が破壊された。国防軍、国民突撃隊、武装親衛隊の混成部隊であるドイツ兵が市の中央部に達したが、甚大な損害を負い、再び退却せざるを得なかった。市の周辺部でも戦闘が頻発した。4月3日にグリントフェルトがアメリカ軍に占領された。アメリカ軍戦闘部隊は4月4日から5日にヴィンターベルク方面に移動した。死亡したドイツ人兵士はメーデバッハの墓地に埋葬された。この戦闘で民間人も3人死亡した。4月24日、44人のメーデバッハの民間人（重傷の戦傷者を含む）が捕虜収容所に移送された。メーデバッハの統治は5月にイギリスに引き継がれた。第二次世界大戦で223人のメーデバッハ住民が、多くは東部戦線の兵士として、あるいは戦争捕虜として死亡した。
1945年以後この街は、約 1,000人の避難民で拡大した。小規模企業の定住誘致や観光業における評価の改善に向けての努力は、当初、特筆するような成果を上げられなかった。
ノルトライン＝ヴェストファーレン州の市町村再編以前、アムト・メーデバッハは、当時存在していたアムト・ニーダースフェルト、アムト・ハレンベルクおよびヴィンターベルク市と合併し、ヴィンターベルクを中心とするアムト地区とする考えに対し、断固として抵抗した。1969年7月1日、メーデバッハ市と、アムト・メーデバッハに属す町村であったベルゲ、ダイフェルト、ドライスラー、デューディングハウゼン、キュステルベルク、メーデロン、オーバーシュレドルン、レフェリングハウゼン、ティトマーリングハウゼンが合併し、新たにメーデバッハ市が形成された。
1981年から1982年に企業閉鎖によって、メーデバッハの約 500人分の職場が失われた。新たな職場を創出するために市は、1984年から休暇公園の誘致に力を注いだ。これは10年間の集中的な尽力、特にシュタットディレクターのハインリヒ・ノルテの努力によって、ついに成功した。このプロジェクトは開発費用に州の助成金、州による保証、民間投資家への投資助成によって支援された。必要となる 42 ha の土地を確保するために、70件以上の不動産購入が必要であった。560室のレジャーハウス、ベッド数 240のホテル、多くの全天候型レジャー施設を備えた魅力的な中央施設を有する休暇公園は1994年に開園した。総投資額は約1億5千万ユーロであった。この休暇公園は、開園以後毎年、年間70万泊以上の利用者がある。メーデバッハはこれによりノルトライン＝ヴェストファーレンで最も重要な行楽地の1つである。
1990年代半ばから、ホルティシャー・ヴェーク産業地区に18社、約600人分の職場が定着した。これにより休暇公園に次いでさらに市の経済発展に有利な地盤が形成された。
1994年にメーデバッハは、ヨーロッパ歴史的射撃共同体のイベントである第10回ヨーロッパ射撃祭のホスト都市となった。
ノルトライン＝ヴェストファーレン州の支援プログラムの協力で、1982年から2009年までに中核市部で大規模な都市再開発工事が行われ（たとえばユンケルンホーフ/オストヴァル/バッハ通り）、マルクト広場の完全な刷新がなされた。メーデバッハに属す9つの村落でも大規模な再開発工事が行われた。
オーバー通りの市庁舎について、2000年頃に、合理的な手段では修復することができないという総合的な専門家の鑑定が下された。何度かの市民参加の議論の後、市議会は、市の中心部にあり、新たに造られたマルクト広場に接するあまり使われていなかった土地に新しい市役所を建設することを決定した。建築コンペが行われたが、どの設計によって建設すべきかで議論が起こった。その結果、2007年8月12日に住民投票が行われた。住民は4つの設計の中から投票を行った。この結果最も票を集めた設計が、2008年から建設作業に入った。新しい市庁舎は2010年から供用開始された。
2007年9月4日、オーバーシュレドルン地区で、3人のテロリストと推定される人物がドイツ連邦刑事庁によって逮捕された。捜査の結果、彼らはイスラミック・ジハード・ユニオン (IJU) に属し、ヨーロッパを標的とするテロ行為を計画していたことが判明した。

## 住民

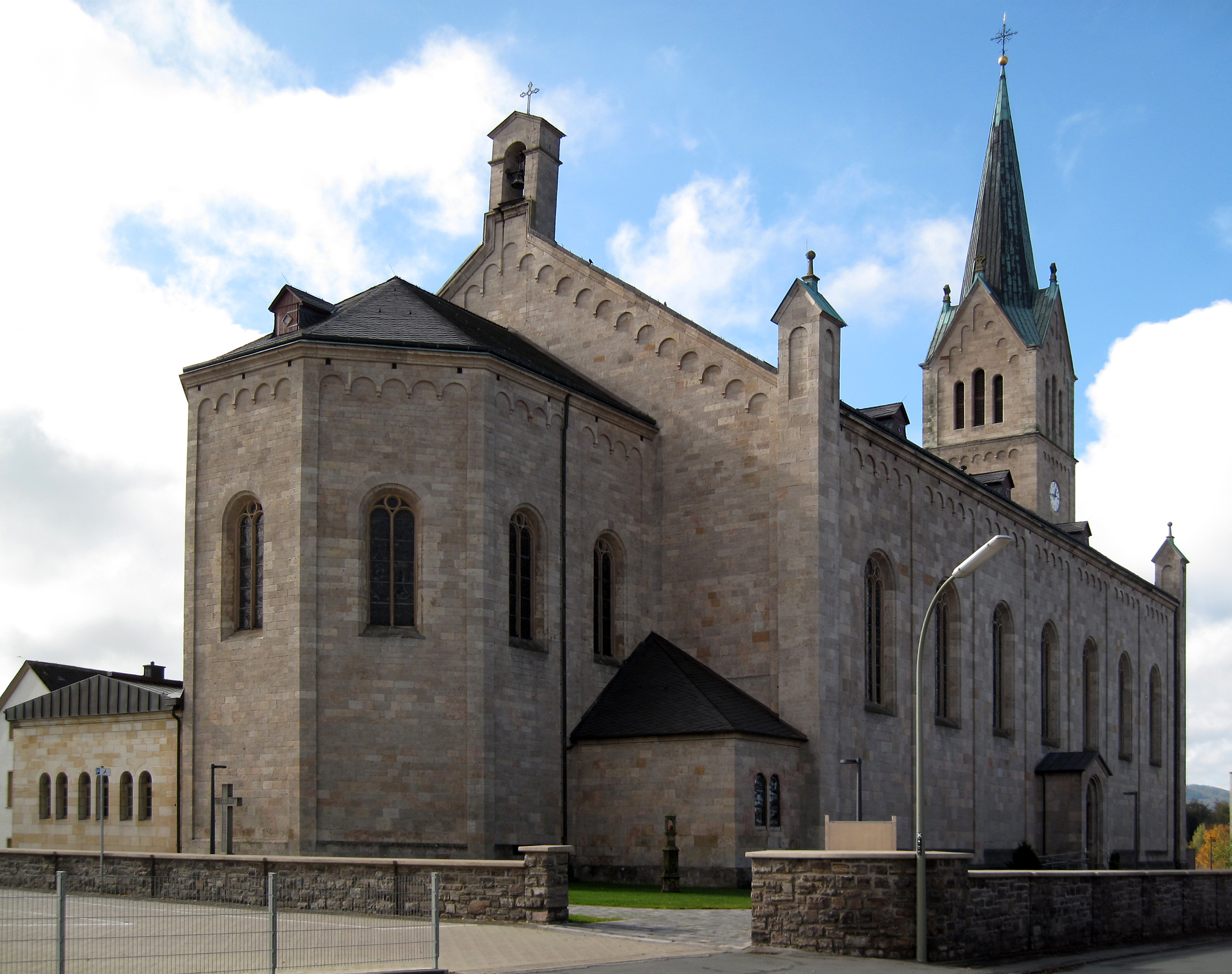
街の中心部に建つカトリックの聖ペーター・ウント・パウル教区教会

### 宗教
最初の教会の建築時期は分かっていない。1120年にはすでに教会があったに違いない。この教会は、村自体がそうであったように、ケルン司教の所有であった。アルノルト司教が1144年に教会を聖別しているが、これはおそらく現在のアンドレアス礼拝堂であろう。守護権は変遷した。1231年にヴァルデック伯アドルフ1世がこれを有していたが、グリントフェルト修道院のためにこれを放棄した。修道院の代表者は、世俗化までこの街の司祭を兼ね、司牧のための代理人を指名した。
隣のヴァルデックがプロテスタントに転向し、これを保持したのに対して、メーデバッハは1600年頃の対抗宗教改革の時代にケルン選帝侯のヴェストファーレン公領の一部に戻った。これは現代の宗教分布にも反映されている。2011年5月9日現在、住民の 70.8 % がカトリック、15.6 % がプロテスタント、13.6 % がその他の宗教または無宗教であった。
メーデバッハのカトリック教会は、市内ほとんどの地区の教区教会からメーデバッハ司牧連合が形成されている。プロテスタン住民流入後の1837年に福音主義教会の教会共同体が創設された。

### 人口推移
メーデバッハ中核市区の人口は、19世紀にゆっくりと増加し、1900年頃には2,500人となった。しかし世紀の変わり目頃に再び減少し、2,000人を下回るほどになった。20世紀の中頃にはこの数は3,400に増加した。1969年の市町村再編で人口は倍増して7,000人を超え、さらに増加を続けた。人口が最大となったのは、2000年12月31日で、8,356人となった。これ以後は少しずつ減少している。
以下の表の、1975年以後の値は、ノルトライン＝ヴェストファーレン州データ管理・統計局による。
| 年   | 人口（人） |
| ---- | ---------- |
| 1818 | 1,936      |
| 1839 | 1,992      |
| 1858 | 2,050      |
| 1867 | 2,500      |
| 1871 | 2,336      |
| 1885 | 2,257      |
| 1895 | 2.058      |

| 年             | 人口（人） |
| -------------- | ---------- |
| 1905           | 1,992      |
| 1925           | 2,243      |
| 1933           | 2,384      |
| 1939           | 2,444      |
| 1951           | 3,400      |
| 1975年12月31日 | 7,351      |
| 1980年12月31日 | 7,149      |

| 年             | 人口（人） |
| -------------- | ---------- |
| 1985年12月31日 | 7,138      |
| 1990年12月31日 | 7,560      |
| 1995年12月31日 | 8,200      |
| 2000年12月31日 | 8,356      |
| 2005年12月31日 | 8,210      |
| 2010年12月31日 | 7.912      |
| 2015年12月31日 | 7,938      |

## 行政

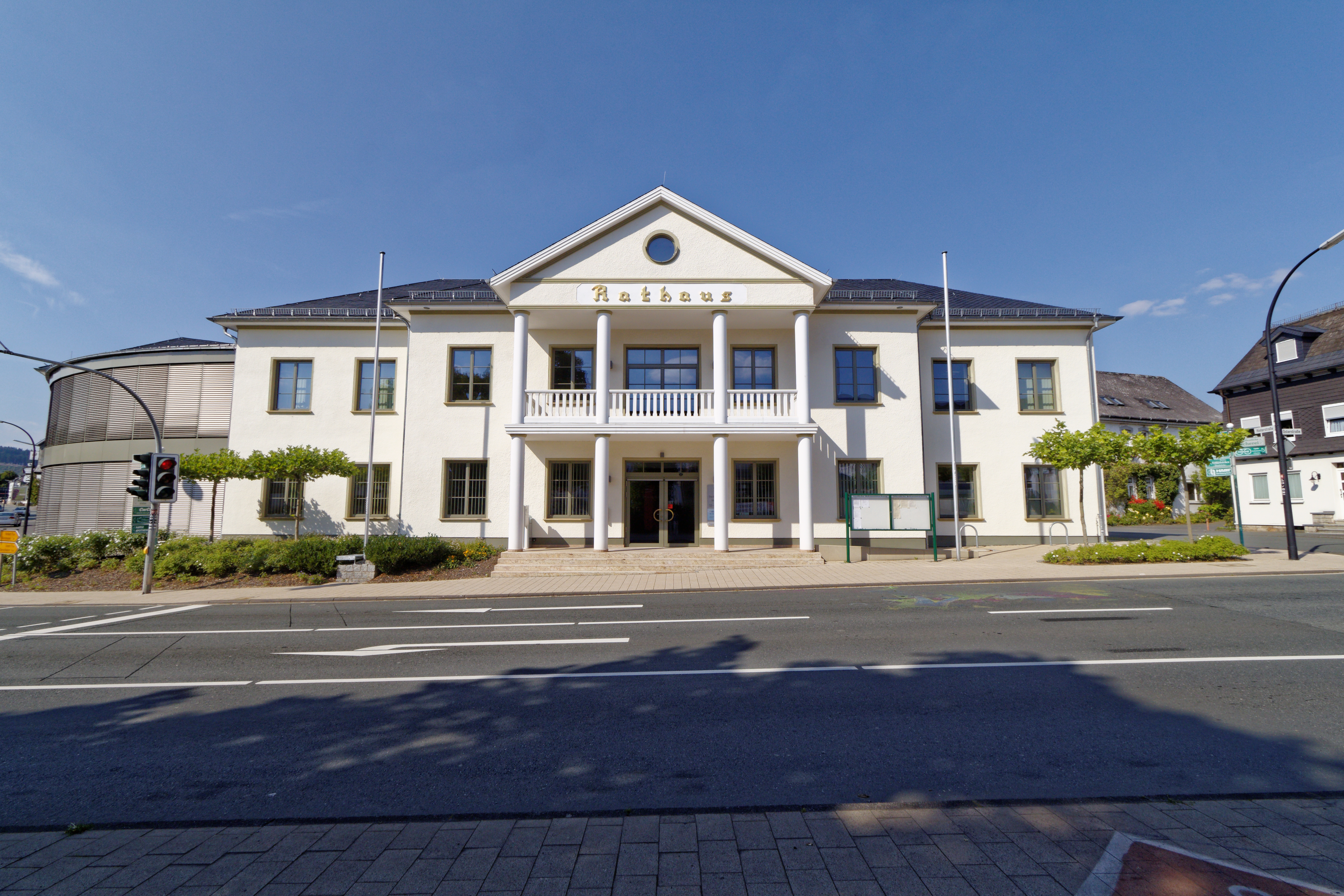
メーデバッハ市庁舎

### 市議会
メーデバッハ市議会は、26議席からなる。

### 首長
第二次世界大戦後の首長を列記する:
- 1946年 - 1948年 ヨーゼフ・リッケン
- 1948年 - 1961年 アルベルト・クリュッペル
- 1961年 - 1975年 フリッツ・シュレーダー
- 1975年 - 1998年 ギュンター・ランゲン
- 1998年 - 2009年 ハインリヒ・ノルテ
- 2009年 -  トーマス・グローシェ[41]

### 紋章
図柄: 端から端まで届く黒い十字で、赤地と銀地に四分割。向かって左上には銀のユリ、右下には直立し、歯を外にむけた銀の鍵。
解説: 十字はこの街がかつてケルン選帝侯領に属していたことを示している。鍵は旧メーデバッハ市の市と教会の守護聖人であった聖ペテロの象徴である。ユリは、アウグスチノ女子修道会グリントフェルト女子修道院の紋章に由来する。この紋章は、1951年から旧メーデバッハ市が使用していたもので、1969年に市とアムト・メーデバッハの町村が合併した後も継続して用いられている。公式に認可されたのは1979年11月27日であった。これとは別に、1912年からメーデバッハ市とアムト・メーデバッハ市で用いられていた紋章もあった。

### 姉妹都市
- ロクミネ（フランス語版、英語版）（フランス、モルビアン県）1992年6月7日
- ヴォルビス（ドイツ、テューリンゲン州）1994年[45]

## 文化と見所

### 音楽
メーデバッハには5つの合唱団および歌唱クラブ、3つのオーケストラおよび楽団、4つの音楽クラブがある。

### 建築

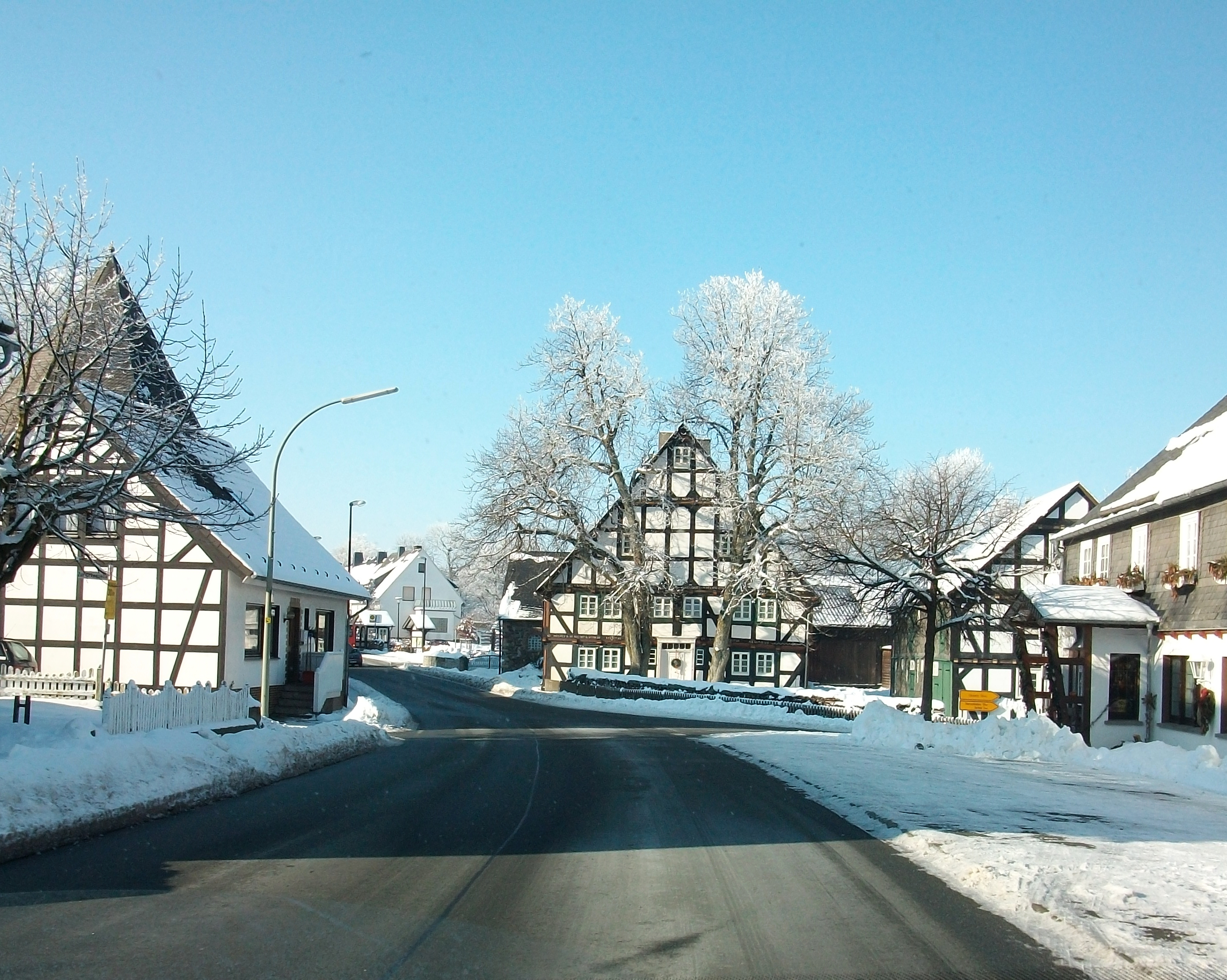
キュステルベルクの木組み建築の町並み。正面が本市で最も古い家屋建築のエーヴァース館

市内には多くの注目すべき教会がある。聖ペーター・ウント・パウル教区教会は、パーダーボルン大司教区最大級のハレンキルヒェの1つである。そのすぐ近くに、1238年建造のアンドレアス礼拝堂がある。これは、メーデバッハに現存する最も古い建物である。レフェリングハウゼンの、1526年に建造された聖ニコラウス教区教会は13世紀に創られたロマネスク様式の聖母座像を有している。ベルゲのバロック様式の聖ヨハネス礼拝堂は1696年に建造された。ここには、かつてグリントフェルト修道院が所蔵していた12使徒の像がある。ロマネスク様式のダイフェルトのハレンキルヒェは13世紀に建造された。
旧グリントフェルト修道院に近い、いわゆる聖なる山カーレンには、歴史的な十字架の道が設けられている。この山にはバロック様式の十字架群を前庭に持つカーレン礼拝堂がある。
17世紀から18世紀に建設されたメーデバッハ数多くの木組み建築のうちの1つが、1748年に建造されたエーヴァース館である。これは、この街で最も古い家屋建築である。料理本著者のヘンリエッテ・ダヴィーディスがこの館に滞在した。彼女はここで有名な料理本の一部を著述し、2つの料理にキュステルベルクにちなんだ名を付けた。ティトマーリングハウゼンのホーフ・フレーゼンは1768年に造営された。
- レフェリングハウゼンの聖ニコラウス教会
- ダイフェルトの洗礼者聖ヨハネ教会
- エーヴァース館

### 自然文化財

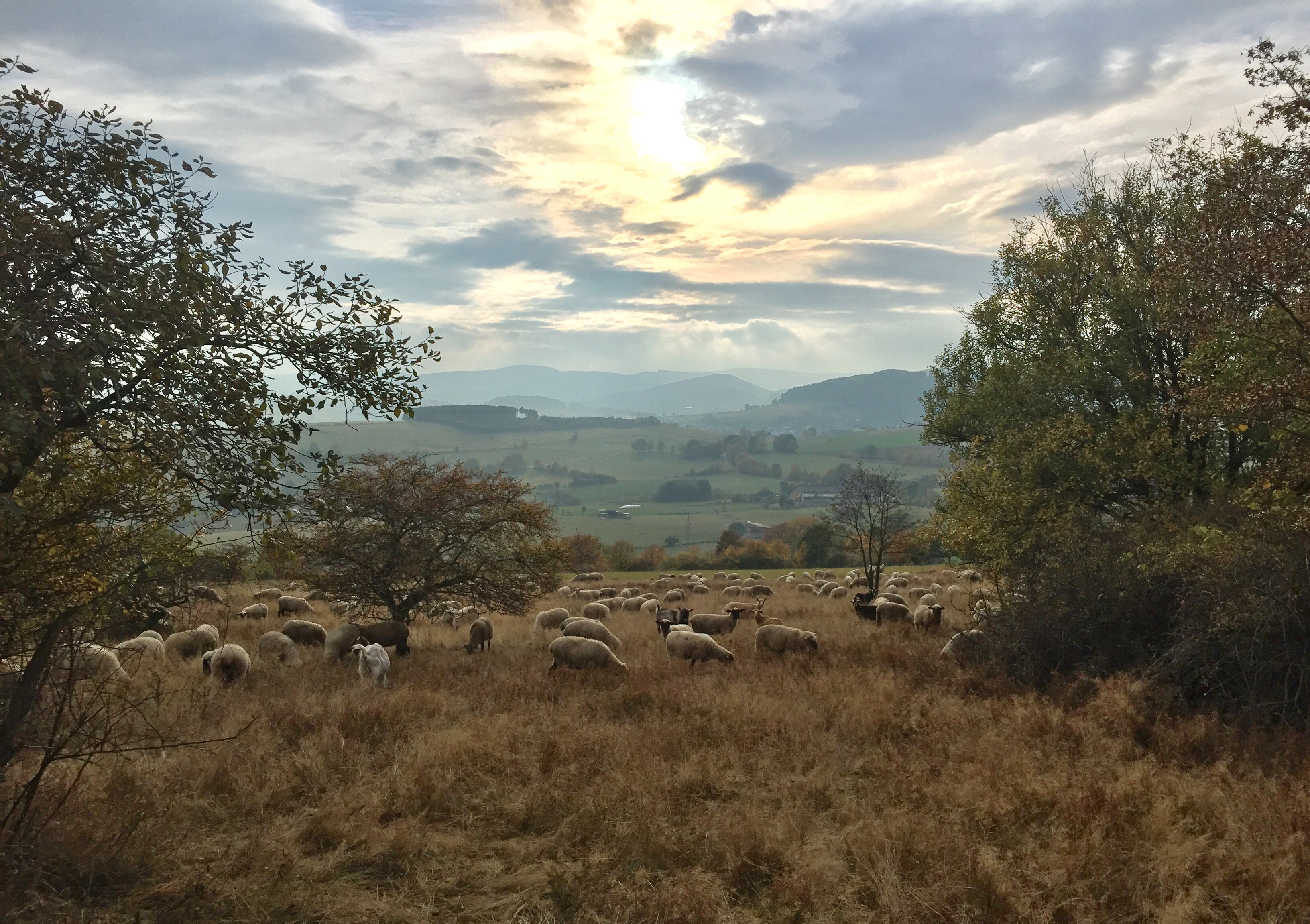
リューデンシャイト自然保護区ハレンベルク

ヘッセン州に接するメーデバッハ盆地は、開けた地形、平らな丘陵、わずかな降水、高い平均気温によって境を接するロタール山地と明らかに区別される。降水量が少なく、酸性質の土壌であることからほんのわずかしか農業に利用されていないこの地域は、農地整理やその他同様の措置を免れ続けている。ここには、数多くの、その一部は危機に瀕した動植物の生息地となっている放牧場、山の原野、ギンスタークッペ、薮が存在している。建物がある部分を除いて市内のほぼ全域がEUの生息地指令の厳しい規制の適用範囲になっている。保護地域はノルトライン＝ヴェストファーレン州の同規模の自治体のうち2番目に広い。農業利益団体との争いが起こったことが、様々な利益団体の間の協定につながった。これは同様のプロジェクトのモデルとなった。さらにホーホザウアーラント生物学ステーションが設けられ、自然保護政策を充実したものとしている。

### スポーツ

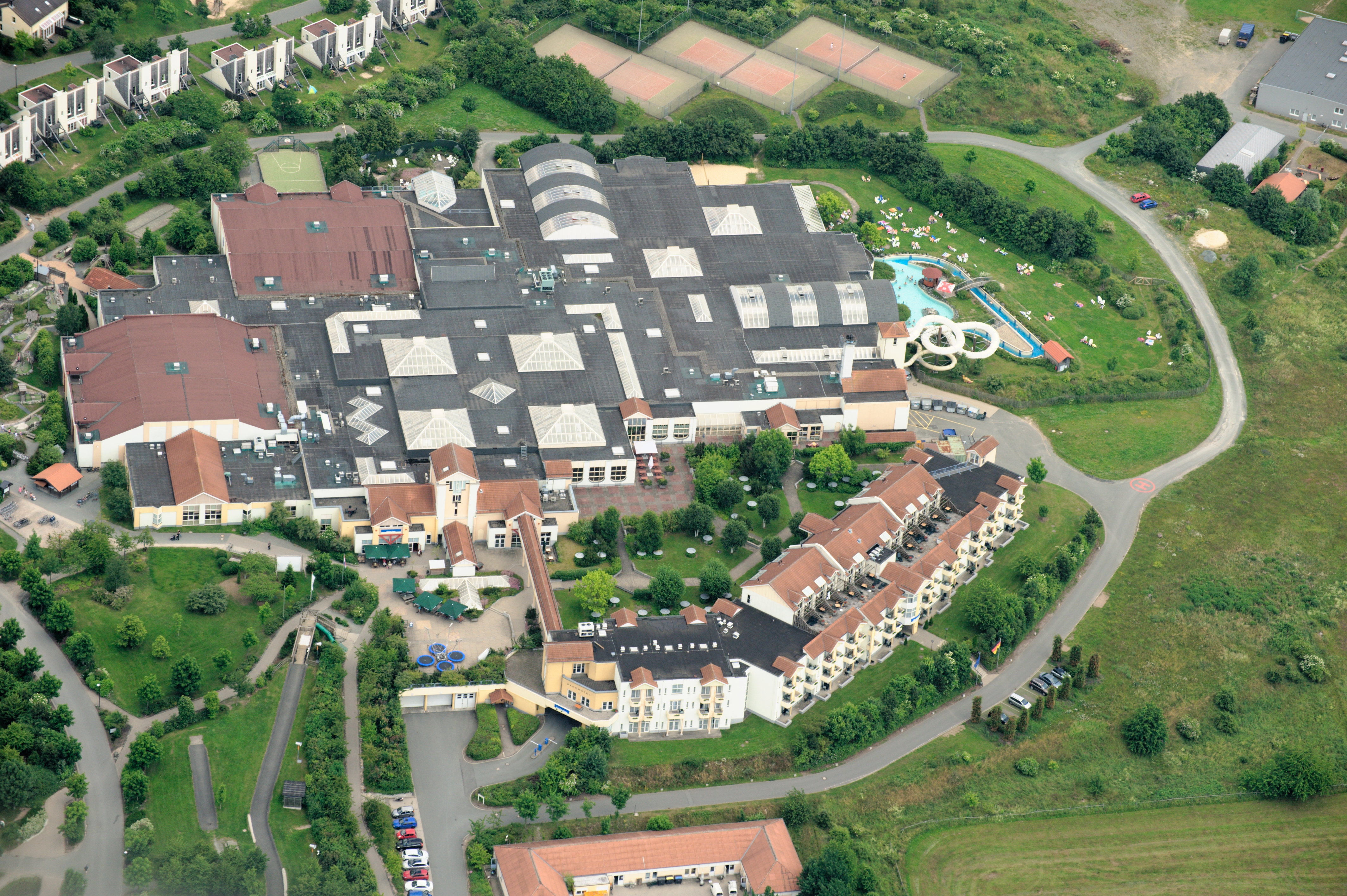
アクア・ムンド

メーデバッハでは、ロタール山地を使った登山・クライミングが普及している。ホーホザウアーラント郡スポーツ連盟は、ノルディックウォーキングのコースを整備している。レジャー・スポーツには特に焦点が当てられている。たとえば、バイク・アリーナ・ザウアーラントでの自転車スポーツである。屋内プール「アクア・ムンド」では水泳が楽しめる。
この街で、飛び抜けて重要なクラブが TuS メーデバッハである。このクラブは1919年11月23日に純粋な体操クラブとして設立された。サッカー部門は1920年に追加された。ピークは、TuS メーデバッハがボルシア・ドルトムントやシャルケ 04 と対戦した1947年であった。これらのチームは食糧を得るために各地からメーデバッハにやって来た。当初はキルメス広場がグラウンドとして用いられていた。1960年、新たなグラウンドが設けられ、ここでサッカーの試合ができるようになった。
- バイク・アリーナ・ザウアーラント
- メーデバッハのスポーツグラウンド

### 博物館

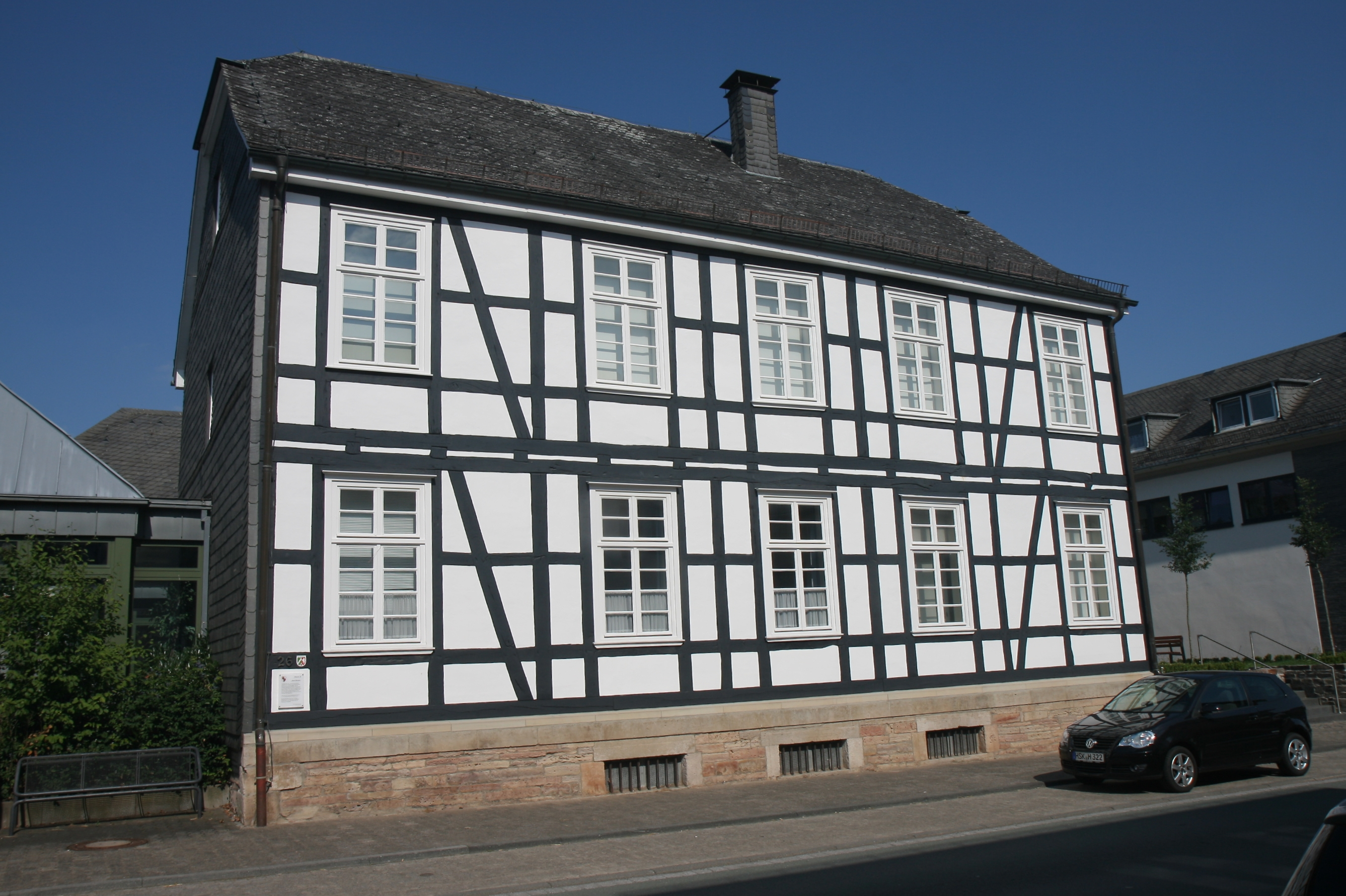
メーデバッハ市立博物館

市立博物館は、郷土・歴史協会の主導により1989年に、18世紀に建てられた市民の館の中に設けられた。展示品は、古代の出土品や昔の日用生活用具などである。重点は、農民都市から観光都市への変遷に置かれている。
マルクト広場では、生息地指令およびメーデバッハ盆地欧州鳥類保護区に関する展示が近代的な技術手段でなされている。この展示は、観光地域、メーデバッハ盆地の自然環境、地元の経済といった内容を含んでいる。
ドライスラー地区の旧学校にある重晶石博物館は、鉱業と採掘された鉱物に関する情報を紹介している。
デューディングハウゼンのクトゥールシュパイヒャー・パストーレン＝ショイネでは、歴史的なろくろの工房とかつてこの地で普及していた手工業についての概要を知ることができる。
- メーデバッハ市立博物館の農具の展示
- ドライスラー重晶石博物館
- パストーレン＝ショイネ

### 年中行事
1636年から「ゲロプテ・フェスト」が開催されている。これは市民が神に、この街を戦争、飢餓、ペストから免れるように祈るものである。洗礼者聖ヨハネの日の前の土曜日に、パレードが街を練り歩く。
メーデバッハ市の謝肉祭は、50年以上の伝統を有している。毎年謝肉祭の時期には、カーニバル集会、カーニバル舞踏会、バラの月曜日のパレードが行われる。訪問客は、伝統的な謝肉祭の挨拶「メーデバッハ・ハーライ」で挨拶をする。メーデロンやオーバーシュレドルンでは、やはり毎年、カーニバル集会やパレードが行われる。メーデロンではこれに加えて、ヘレンジッツングも開催される。
この他にシュトラーセンマラーフェスト（直訳: 路上画祭）がある。各地区で射撃祭が祝われる。聖ゼバスティアヌス射撃兄弟団は、1486年に創設された。射撃祭は、16世紀にはすでに行われていた。
コンサートは、市のクルトゥールリングで行われる。室内楽の演奏会はグート・グリントフェルトで上演されるが、オルガンや合唱の演奏会は教区教会で行われる。芸術展示は、ハンゼザールで行われる。

### 地元料理
この地域の地元料理には、クノッヒェンヴルスト（ソーセージの一種）がある。

## 経済と社会資本

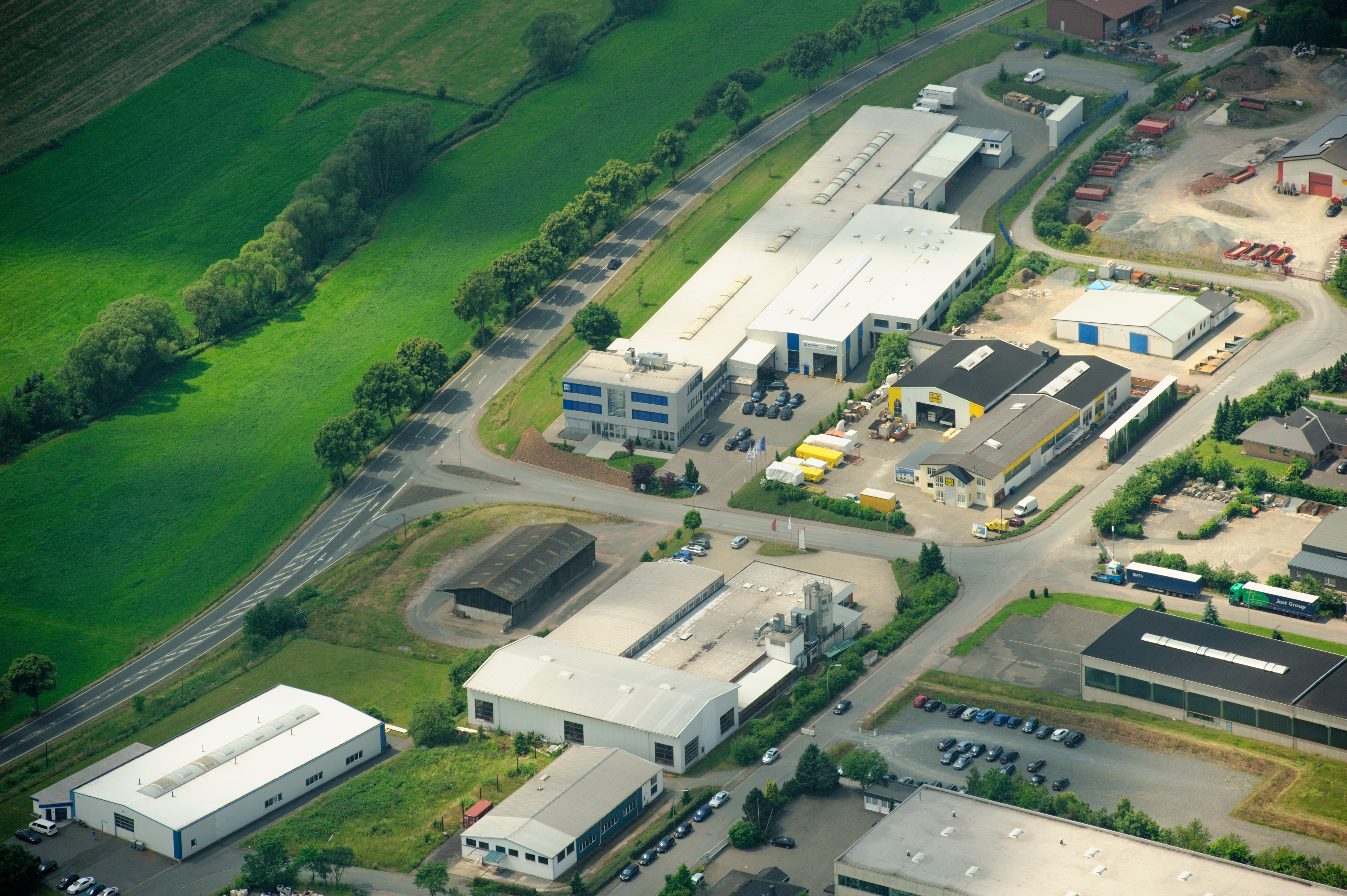
ホリティシャー・ヴェーク産業地区

### 経済構造
本市に属す村落部では現在も農林業が主体となっている。現在の重要な経済分野が、特に1960年代から発展した観光業である。これ以後、ウィンタースポーツ施設が大きく拡充してきた。この街の大口雇用主が旧グラント・ドラド、現在のセンター・パルク・ホーホザウアーラントで、約300人を雇用している。この街はロタール山地に位置するその立地からも利益を得ている。2005年、この街には27の宿泊業者があり、あわせて 4000のベッドが稼働していた。この年の延べ宿泊数は約770,000泊であった。この宿泊数のうち外国人客によるものは、315,000泊を超えた。
観光業以外の強力な経済ファクターとしては、自動車下請け業、照明器具製造、機械製造がある。ホルティシャー・ヴェーク産業地区の2つの大きな雇用主が、ボルベット（軽金属ホイール）とケスター（機械製造）で、合わせて400人の職場がある。
1897年、キュステルベルクで設立された靴下製造会社エーヴァースがメーデバッハに移転してきた。1950年頃、ここでは400人の従業員が働いていた。1970年代にメーデバッハのエーヴァース靴下製造は、ファルケ社の所有となった。1981年末に生産が停止された。これによって、女性を中心に約 240人が職を失った。メーデバッハの失業率は約 20 % にまで上昇した。
1980年代半ばから2000年代初めに、ホルティシャー・ヴェーク産業地区に18社、約600人分の職場が創出された。1994年にオープンし毎年70万泊の宿泊客があるレジャーパークと合わせて、本市の経済基盤は決定的に改善された。
2015年の本市の社会保険支払い義務のある就労者は2,231人で、このうち 1,129人が製造業、648人が商業・接客業・運輸流通業、442人がその他の業務に従事していた。

### 交通

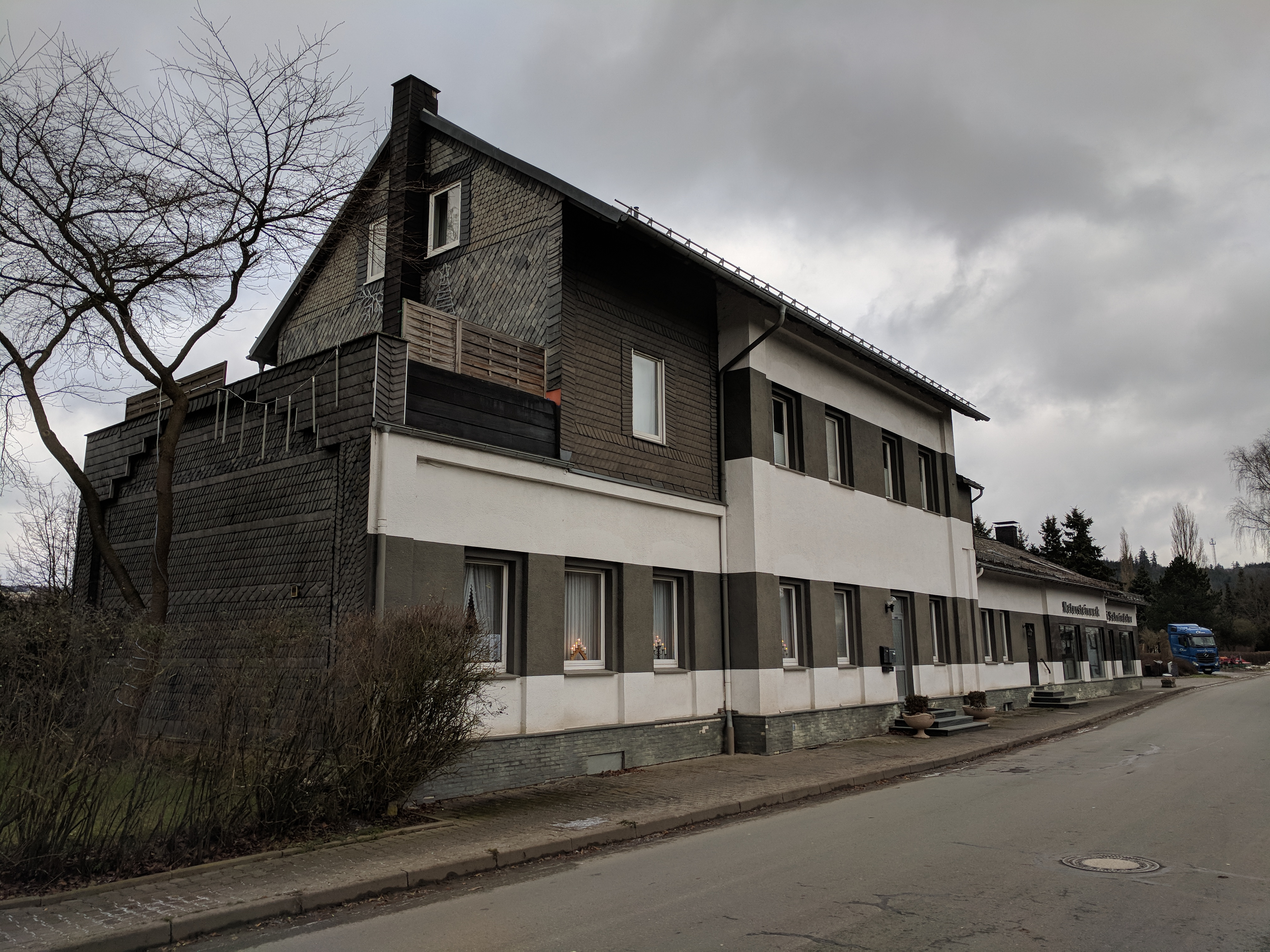
旧メーデバッハ駅

#### 鉄道
1903年から1953年までメーデバッハは、軽便鉄道シュタインハレ - メーデバッハ線によってドイツ鉄道網に結ばれていた。現在この街に駅はない。最寄りの駅はヴィリンゲン、ヴィンターベルク、コールバッハ、フランケンベルクにある。

#### 道路
メーデバッハには州道と郡道だけがある。最寄りの連邦道は、ヴィンターベルク（B236号線、B480号線）、コールバッハ（B252号線）、ヴィリンゲン（B251号線）を通っている。最寄りのアウトバーンのインターチェンジは約 39 km 離れた A46号線のベストヴィヒのインターチェンジである。その他のアウトバーンでは、A44号線のディーメルシュタット (49 km)、A49号線のフリッツラー (61 km) がある。ルール＝リッペ地方交通 GmbH のバス路線は、シュマレンベルク、ブリーロン、ハレンベルク、コールバッハ、フランケンベルク、ヴィリンゲン行きがある。2013年から電気バスを利用した街区バス路線が利用されている。内市街の街路配置は、1830年の登記簿の記録と比較して、基本的に変化していない。

### メディア
地方日刊紙の「ヴェストファーレンポスト」、水曜日と日曜日に刊行される「ザウアーラントクリアー」がある。ローカルラジオ局として、「ラジオ・ザウアーラント」が放送を行っている。

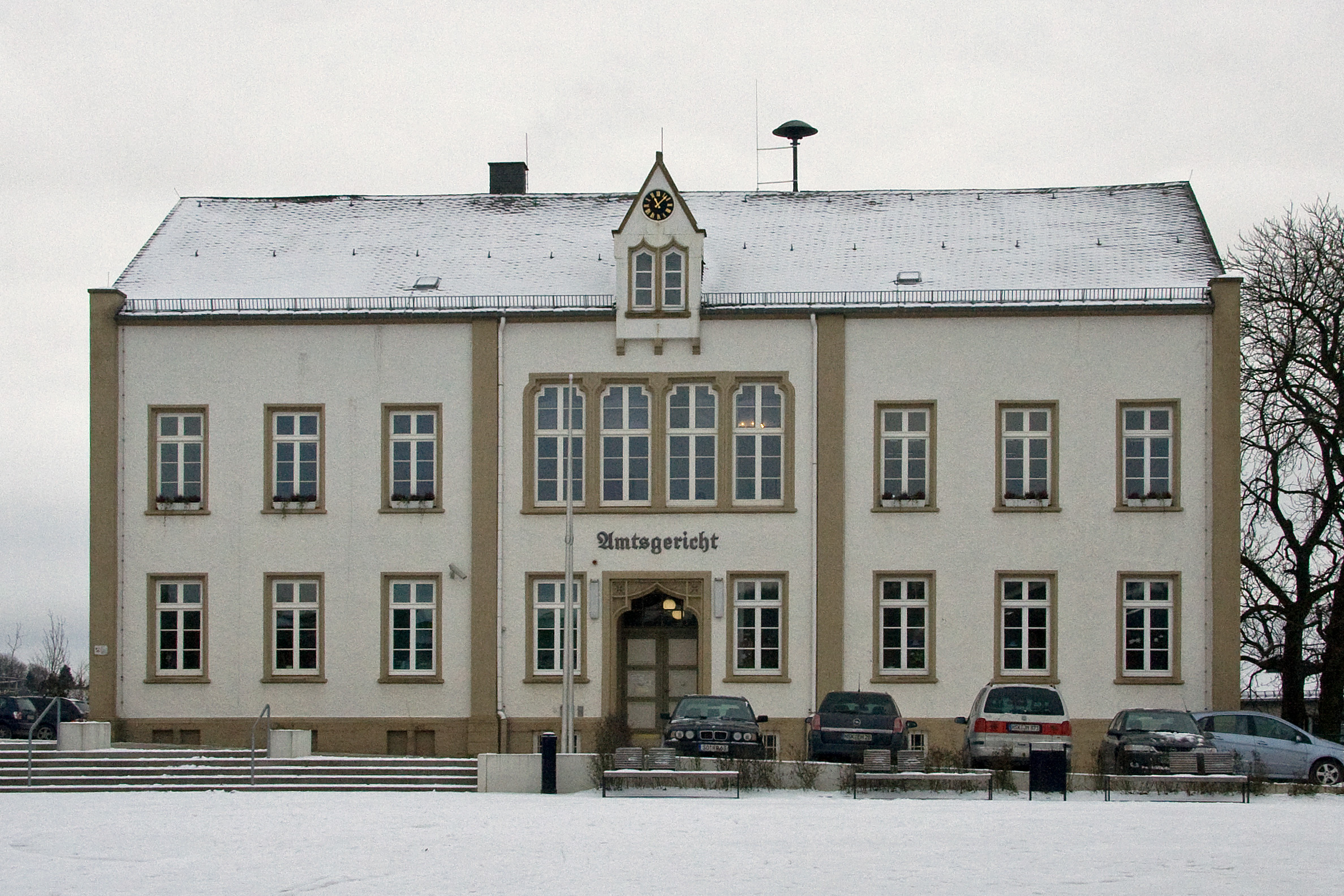
メーデバッハ区裁判所

### 公共機関
メーデバッハ市には病院がなく、最寄りの病院は隣町のヴィンターベルク、フランケンベルク、コールバッハにある。救命サービスは、ホーホザウアーラント郡の救命サービス支部監視所が行っている。この監視所は、以前は日中だけであったが、2009年1月1日から24時間勤務となった。
市内には消防団がある。消防団は、中核市区の消防隊と、これに隣接する市区にある9つの消防班で構成されている。
メーデバッハ区裁判所は、この種のものとしてはノルトライン＝ヴェストファーレン州で最も小さい機関である。

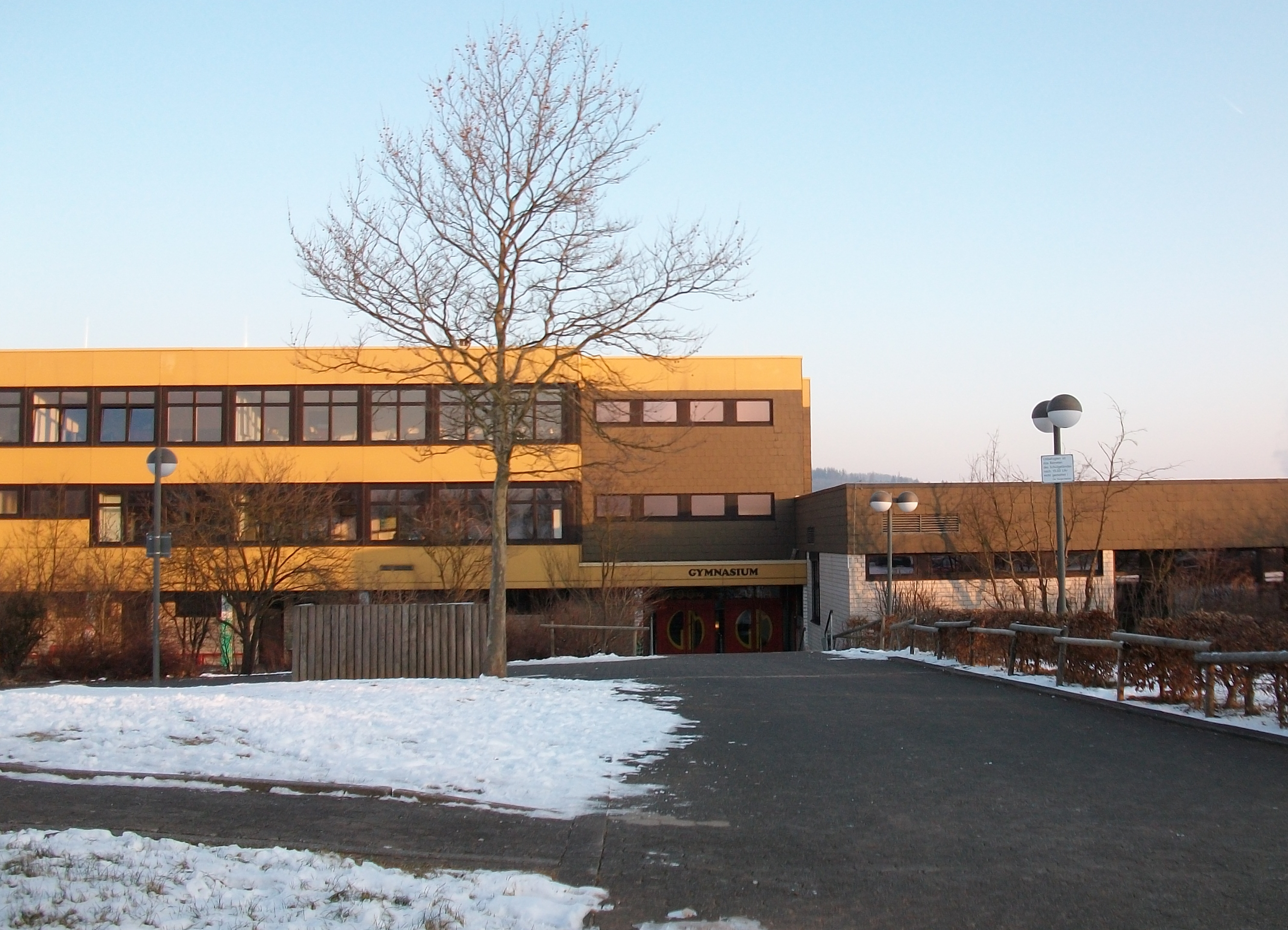
メーデバッハのギムナジウム

### 教育
本市には、幼稚園 2園、基礎課程学校 1校、カスパー＝フォペリウス本課程学校、ゲシュヴィスター＝ショル＝ギムナジウムがある。2008年4月に、ギムナジウムのために、ヴィンターベルク市と学校目的連合が組織された。2008年初めには、ハレンベルク市と共同で連合学校として実科学校が設けられた

## 関連資料
- Johann Suibert Seibertz (1839). Landes- und Rechtsgeschichte des Herzogtums Westfalen: Bd. Urkunden. 1. Bd. 799-1300. Arunsberg
- Johann Suibert Seibertz (1864). Landes- und Rechtsgeschichte des Herzogtums Westfalen. Dritter Teil: Die Zeiten der Blüte und Kraft des deutschen Reiches. 2. (912–1272). Arunsberg
- Hugo Cramer (1955). Der Landkreis Brilon im zweiten Weltkriege 1939–1945 – Erlebnisberichte vieler Mitarbeiter aus dem ganzen Kreisgebiet. Bigge: Josefs-Druckerei
- Verein für Geschichte und Altertumskunde Westfalens, ed (1866). Die Freigrafschaft Medebach. Zeitschrift für vaterländische Geschichte und Alterthumskunde Westfalens. 26. p. 41
- Anton Grosche (1951). 800 Jahre Stadt Medebach. Medebach
- C.F. Padberg (1980). Das Tagebuch des Adam Padberg, Küstelberg (1797–1803). Eine Quelle zur Geschichte des kurkölnischen Sauerlandes. Herdecke
- Anton Trippe (1967). Die Münzen von Medebach. Braunschweig: Klinkhardt u. Biermann
- Carl Haase (1984). Die Entstehung der westfälischen Städte (4 ed.). Münster
- Gerhard Schnellen (1987). Kirchengeschichte der Stadt Medebach. Medebach: Heimat- u. Geschichtsverein Medebach
- Nikolaus Schäfer (1990). Die Geschichte der jüdischen Gemeinde Medebach: Vom Anfang bis nach dem bitteren Ende. Medebach: Heimat- und Geschichtsverein Medebach
- Harm Klueting, ed (1994). Geschichte von Stadt und Amt Medebach: (Hochsauerland). Medebach
- Harm Klueting (1996). “„Sie fördern das Wohl der Einwohner in freier Selbstverwaltung durch ihre von der Bürgerschaft gewählten Organe“. Stationen kommunaler Selbstverwaltung seit dem Mittelalter am Beispiel der Stadt Medebach”. Westfälische Zeitschrift (Paderborn) 146:  367–391.
- Clemens Müller (1998). Die kommunale Entwicklung der Stadt Medebach. Jahrbuch Hochsauerlandkreis. Brilon: Podszun. ISBN 3-86133-183-7
- Andreas Lechtape; Lothar Westerholt (2004). Die Kirchen und Kapellen der Stadt Medebach im Sauerland. Schnell und Steiner
- Heinrich Nolte (2014). Ein Ferienpark für Medebach. Medebach: Selbstverlag

### ウェブ
- “Kommunalprofil Medebach, Stadt” (PDF).   Information und Technik Nordrhein-Westfalen (IT.NRW) (2017年5月31日). 2018年5月29日閲覧。